# Batukaras
Batukaras is een kustplaats in het bestuurlijke gebied Pangandaran in de provincie West-Java, Indonesië. Het dorp telt 4493 inwoners (volkstelling 2010).